# Shizuo Miyama
Shizuo Miyama (jap. 深山静夫 Miyama Shizuo) – japoński piłkarz, reprezentant kraju.

## Kariera klubowa
Jako piłkarz grał w takim klubie jak Rijo Club.

## Kariera reprezentacyjna
W reprezentacji Japonii zadebiutował 23 maja 1923 w meczu przeciwko reprezentacji Filipin. W sumie w reprezentacji wystąpił w 2 spotkaniach.

## Statystyki
| Reprezentacja Japonii | Reprezentacja Japonii | Reprezentacja Japonii |
| Rok                   | Mecze                 | Gole                  |
| --------------------- | --------------------- | --------------------- |
| 1923                  | 2                     | 0                     |
| Razem                 | 2                     | 0                     |